# スティール・サンダー
『スティール・サンダー』（原題：Black Water）は、2018年制作のアメリカ合衆国のアクション映画。
潜水艦を舞台にした異色のアクション映画で、ジャン＝クロード・ヴァン・ダムとドルフ・ラングレンが『ユニバーサル・ソルジャー』シリーズに続いての共演。

## あらすじ
エージェントのウィーラーは、ある日突然武装組織に襲われ、拉致される。彼が連れて行かれたのは、テロリストたちの収容所になっている潜水艦「ブラック・サイト」の艦内だった。
ウィーラーはCIAの極秘情報を流出させた容疑者を追っており、武装組織はCIAから流出したデータを開くために必要な鍵について彼から聞き出そうとしたのだ。
ウィーラーは隙を突いて脱出、艦内に幽閉されていたマルコという謎の男に協力を依頼、潜水艦からの脱出を図る。

## キャスト
※括弧内は日本語吹替。
- スコット・ウィーラー：ジャン＝クロード・ヴァン・ダム（野坂尚也）
- マルコ：ドルフ・ラングレン（綿貫竜之介）
- キャシー・テイラー：ジャスミン・ウォルツ（香坂さき）
- エドワード・ローズ：アル・サピエンザ（景浦大輔）
- キングスリー：アレクサンダー・バイシェルボイム（中村和正）
- エリス・ライアン：アーロン・オコンネル（松岡孝明）
- パトリック・フェリス：パトリック・キルパトリック（橘諒）
- カガン：クリス・ヴァン・ダム
- メリッサ（メル）・バラード：コートニー・ターク（篠崎愛）
- 船長：ジョン・ポジー（松嶋潤）
- トム・ドラモンド：ハリー・J・ヨアキム（岡本未来）
- ランキン：トム・デヌシ（村上裕哉）
- ダクス：キャサル・ペンドレッド（板垣優稀）
- ブキャナン：ランス・E・ニコルズ（村上裕哉）
- ウェドル：マーク・シャーマン（益山将成）
- リード：イアン・ネイルズ（生稲雄二）
- CIAエージェント：ジョセフ・チャドウィック・キニー（宮野祐大）